# 1136년

## 연호
- 남송(南宋) 소흥(紹興) 6년
- 금(金) 천회(天會) 14년
- 일본(日本) 호엔(保延) 2년
- 서하(西夏) 대덕(大德) 2년
- 리 왕조(李朝) 티엔쯔엉바오뜨(天彰寶嗣) 4년

## 기년
- 남송(南宋) 고종(高宗) 10년
- 금(金) 희종(熙宗) 2년
- 고려(高麗) 인종(仁宗) 14년
- 서하(西夏) 숭종(崇宗) 51년
- 리 왕조(李朝) 신종(神宗) 9년

## 사건
- 묘청이 건국한 대위국이 고려의 정부군에 의해 패망.